# Engelszell (cervesa)
Engelszell és la marca que reben les cerveses trapistes elaborades a l'abadia d'Engelszell prop d'Engelhartszell, Àustria. L'abadia és un petit claustre que va ser refundat l'any 1925 amb monjos provinents de l'abadia de Oelenberg. Es tracta de la vuitena cervesa que rep la denominació «Authentic Trappist Product», un segell concedit per l'Associació Internacional Trapenca, i la primera fora dels Països Baixos a aconseguir-ho.

## Història
La producció de cervesa a Stift Engelszell —que literalment significa la cel·la dels àngels— s'inicia l'any 2012 amb l'ajuda de cinc empleats laics atès que la comunitat tan sols compta amb nou monjos i alguns d'ells en edat avançada. Cinc monjos estan involucrats directament en la producció que ascendeix a 2500 hectolitres a l'any, la qual cosa converteix a Stift Engelszell en una de les marques trapistes de menor producció.
El 15 d'octubre del 2012, l'Associació Internacional Trapense va anunciar que la primera cervesa de l'abadia d'Engelszell, anomenada Gregorius, podia portar el logotip oficial «Authentic Trappist Product» de l'Associació Internacional Trapense, convertint-se en la vuitena cervesera a aconseguir-ho i la primera a estar situada fora dels Països Baixos. Les següents cerveses, Benno i Nivard, van obtenir posteriorment el segell poc després de ser posades al mercat.
A més de cervesa, la comunitat monàstica també elabora els següents productes: un licor anomenat Magenbitter considerat un elixir per a l'estómac, formatge, mel i productes derivats de l'apicultura.

## Cerveses
L'abadia va reprendre la producció de cervesa l'any 2012, i des de llavors produeix tres cerveses amb diferents noms en honor de diferents monjos que van tenir un paper rellevant a la història de l'abadia.
- Gregorius, una cervesa fosca amb un contingut d'alcohol d'un 10,5% d'alcohol per volum.[5] La cervesa obté tan alta graduació alcohòlica a causa de l'addició posterior de 80 kg de mel en la segona fermentació.[7] Aquesta cervesa està nomenada en honor del pare Gregor Eisvogel, que va guiar als monjos trapistes, expulsats després de la Primera Guerra Mundial de l'abadia d'Oelenberg (Reiningue) fins a St. Engelszell després d'una breu parada a l'abadia de Banz, a Bad Staffelstein, al nord de Bamberg.[8]
- Benno, una cervesa torrada amb un contingut d'alcohol del 6,9% d'alcohol per volum. En 1953, el pare Benno Stumpf va ser triat abat de St. Engelszell. Va ser l'impulsor de la reconstrucció de la catedral així com de tots els edificis monàstics.[9]
- Nivard, una cervesa blanca, amb 5.5% d'alcohol per volum.[9] L'any 2014 es va elaborar la cervesa commemorativa del 250 aniversari de l'abadia amb el nom de Jubiläumsbier fins que, després de la mort del pare Nivard, al setembre del 2014, es decideix canviar el seu nom per Engelszell Nivard. Paul Volkmer (Pare Nivard), va néixer a Banja Luka (Bòsnia) en 1919. Als seus 11 anys ja havia decidit que volia ser monjo, va entrar a l'abadia de Mariastern de Bòsnia i va ser ordenat monjo el 14 de maig de 1944. El pare Nivard va ser abat de 1989 a 1991, quan el van enviar a servir a la seva terra natal durant la Guerra dels Balcans. L'any 2002 va retornar a Engelszell per viure aquí l'última part de la seva vida. Va morir el 30 de setembre del 2014, després de 70 anys com a sacerdot.[10]